# Seznam AAR oznak (B)

## B
- BA   - Boston and Albany Railroad; New York Central Railroad; Penn Central; Conrail
- BADX - Baden Investment Company
- BAEX - Farmers Elevator Company of Bondurant, IA; The Andersons
- BALX - Bayer Corporation
- BANU - Bank Winter and Co Aktiengesellschaft
- BAP  - Butte, Anaconda and Pacific
- BAPX - Bay Area Piggyback, Inc.
- BAR  - Bangor and Aroostook Railroad; Montreal, Maine and Atlantic
- BARU - Barons Leasing Corporation
- BARZ - Bangor and Aroostook Railroad; Montral, Maine and Atlantic
- BASX - Bay State Milling Company
- BAWX - Babcock and Wilcox Company
- BAYL - Bay Line Railroad
- BAYU - Mobay Chemical Corporation
- BAYX - Union Tank Car Company; Bayer Corporation
- BAZX - Bay Chemical Company, Inc.
- BB   - Buckingham Branch Railroad
- BBCX - BBC Brown Boveri, Inc.; ABB Power Generation, Inc.
- BBRX - Bombardier, Inc. (Transportation Equipment Group)
- BBSZ - Barbar Steamship Lines, Inc.
- BBTU - Bress Bulk International Bulk Transport and Consulting
- BCAX - Blue Circle, Inc.
- BCCX - Border Chemical Company, Ltd.
- BCDX - Borden Chemical, Inc. (a division of Borden, Inc.)
- BCE  - British Columbia Hydro and Power Authority
- BCFX - GE Railcar Services Corporation
- BCGX - Bay Cities Gas Corporation
- BCH  - British Columbia Hydro and Power Authority; Southern Railway of British Columbia
- BCIT - British Columbia Railway
- BCIU - Bay Cities Leasing Company
- BCIX - Blue Circle, Inc.
- BCJU - Bay Cities Leasing Company
- BCK  - Buffalo Creek Railroad; Conrail
- BCLR - Bay Colony Railroad
- BCLU - Bibby Bros. Company
- BCMX - Bullet Concrete Materials Company
- BCNE - Canadian National Railway
- BCOL - British Columbia Railway
- BCPX - Brighton Corporation
- BCRR - Boyne City Railroad
- BCRX - GE Rail Services Corporation
- BCRY - Barrie-Collingwood Railway
- BCTX - Boise Cascade Corporation
- BCTZ - Boise Cascade Corporation
- BCVX - West Coast Express
- BCWX - Union Tank Car Company
- BCYU - Bay Cities Leasing Company; Union Pacific Railroad
- BDCX - Anchor Glass Container
- BDLX - BDL Company
- BDMX - Blue Diamond Mining, Inc.
- BDNX - Baroid Division, NL Industries, Inc.; Baroid Drilling Fluids, Inc.
- BDRV - Belvidere and Delaware River Railway
- BDTL - Ballard Terminal Railroad
- BDW  - Bighorn Divide and Wyoming Railroad
- BE   - Baltimore and Eastern Railroad; Conrail
- BECX - FMC Corporation (Inorganic Chemicals Division)
- BEEM - Beech Mountain Railroad
- BEKR - Berks Rail Corporation
- BELX - Bell Processing, Inc.
- BENX - Bennett Lumber Products, Inc.; Investors Property Service
- BEPX - Coastal States Energy Company
- BFC  - Bellefonte Central Railroad
- BFCF - Bremerton Freight Car Ferry
- BFCX - Berwick Freight Car Company
- BFFX - Berwick Forge and Fabrication Division Whittaker Corporation
- BFGX - BF Goodrich Company (Chemical Group); Oxy Vinyls, LP
- BFHU - Bailee Freight Services, Ltd.
- BFIX - Bethlehem Steel Corporation
- BFJR - Brillion and Forest Junction Railroad
- BFPX - Besse Forest Products
- BFRX - Bakery Trading Company
- BFSU - Bailee Freight Services, Ltd.
- BGEX - General American Marks Company
- BGFX - Barnabas Group Foundation
- BGKU - Schering, AG
- BGSX - Strata Corporation
- BH   - Bath and Hammondsport Railroad; B and H Rail Corporation
- BHCU - Bridgehead Container Service
- BHP  - BHP Nevada Railroad
- BHTX - Bernhart Crane and Rigging Company
- BHWY - Boot Hill and Western Railway
- BIAX - Ocala Recycling
- BICX - Beker Industries Corporation
- BIDU - Universal Bulk-Handling, Ltd.
- BIGX - Big Three Industries, Inc.; Air Liquide America Corporation
- BIRR - Bellingham International Railroad
- BISX - Brandenburg Industrial Service Company
- BITY - Penn Eastern Rail Lines, Inc.
- BJGX - BJ Gas Supply, Inc.
- BJHX - B. J. Hughes, Inc.; BJ Titan Services Company
- BJOX - Citicorp Railmark, Inc.
- BJRY - Burlington Junction Railway
- BKLU - Bank Line Limited
- BKRR - Batten Kill Railroad
- BKRU - Baker Tanks
- BKTY - Missouri-Kansas-Texas Railroad; Union Pacific Railroad
- BLA  - Baltimore and Annapolis Railroad
- BLCX - The Commonwealth Plan, Inc.
- BLE  - Bessemer and Lake Erie Railroad
- BLKM - Black Mesa and Lake Powell Railway
- BLKU - Bulkhaul Company
- BLKZ - Mid-American Intermodal Equipment Corporation
- BLMR - Blue Mountain Railroad
- BLOL - Bloomer Line
- BM   - Boston and Maine Corporation
- BMAZ - Better Asset Management; Transamerica Leasing
- BMCX - Bluewater Michigan Chapter, Inc.
- BMDX - GE Railcar Services Corporation
- BMDZ - Minnesota, Dakota and Western Railway
- BMH  - Beaufort and Morehead Railroad
- BMIZ - Burlington Motor Carriers
- BML  - Belfast and Moosehead Lake Railroad
- BMRG - Blue Mountain and Reading Railroad
- BMS  - Berlin Mills Railway; St. Lawrence and Atlantic Railroad
- BMSX - Bemis Company, Inc.
- BMT  - Brooklyn-Manhattan Transit
- BMZ  - Boston and Maine Corporation
- BN   - Burlington Northern Railroad; Burlington Northern and Santa Fe Railway; BNSF Railway
- BNAU - Burlington Northern and Santa Fe Railway; BNSF Railway
- BNAZ - Burlington Northern and Santa Fe Railway; BNSF Railway
- BNFE - Burlington Northern Railroad; Burlington Northern and Santa Fe Railway; BNSF Railway
- BNFT - Burlington Northern Railroad; Burlington Northern and Santa Fe Railway; BNSF Railway
- BNIU - British and Irish Steam Packet Company
- BNML - Burlington Northern (Manitoba), Ltd.
- BNO  - Burlington Northern and Santa Fe Railway; BNSF Railway
- BNOW - Burlington Northern (Oregon-Washington), Inc.
- BNPZ - Pacific Rail Services
- BNQ  - Burlington Northern and Santa Fe Railway; BNSF Railway
- BNRQ - Burlington Northern and Santa Fe Railway; BNSF Railway
- BNRZ - Burlington Northern and Santa Fe Railway; BNSF Railway
- BNSF - Burlington Northern and Santa Fe Railway; BNSF Railway
- BNXU - Burlington Northern and Santa Fe Railway; BNSF Railway
- BNZ  - Burlington Northern and Santa Fe Railway; BNSF Railway
- BO   - Baltimore and Ohio Railroad; CSX Transportation
- BOBX - Freeman Gas of N.C., Inc.
- BOCT - Baltimore and Ohio Chicago Terminal Railroad
- BOCX - BOC Gases
- BOCY - Boat Company
- BOGU - BSL Transport
- BONU - Bond International, Ltd.
- BOP  - Border Pacific Railroad
- BORX - US Borax, Inc.
- BORZ - Ecorail, Inc.
- BOSU - W. BOS Vloeistof Transport, B.V.
- BOZ  - CSX Transportation
- BPAX - United States Department of Energy (Bonneville Power Administration)
- BPAZ - Acme Markets, Inc.
- BPCU - BP Chemicals Belgija
- BPCX - Basin Electric Power Cooperative
- BPIX - Nova Chemicals, Inc.
- BPLU - M1 Engineering, Ltd.
- BPLX - Nova Chemicals, Inc.
- BPOX - BP Amoco Chemical Company (BP Oil Division)
- BPPX - Brewster Phosphates of Bradley, Florida; General American Marks Company
- BPRR - Buffalo and Pittsburgh Railroad
- BR   - Bradford Industrial Rail, Inc.
- BRAN - Brandon Corporation
- BRAX - Brae Corporation; CIT Equipment Finance Corporation
- BRBX - Bombardier Transportation
- BRC  - Belt Railway of Chicago
- BRCX - Bunge North America, Inc.
- BRCY - Cando Contracting, Ltd.
- BRE  - Burlington Northern Railroad
- BREX - Big Rivers Electric Corporation
- BRFD - Branford Steam Railroad
- BRG  - Brownsville and Rio Grande International Railroad
- BRIX - Incobrasa Industries; Union Tank Car Company
- BRKX - Burke Energy Corporation
- BRLX - BRS Leasing Company, Inc.
- BRNU - Brun, SA
- BRNZ - Comtrak, Inc.
- BROU - Swedish Transocean Lines
- BRR  - Belton Railroad
- BRRC - Borinstein Railroad
- BRRX - Brooklyn Resource Recovery, Inc.
- BRSR - Blue Ridge Scenic Railway
- BRW  - Black River and Western
- BS   - Birmingham Southern Railroad
- BSCX - Bethlehem Steel Corporation
- BSDA - BSDA Railroad
- BSIX - Bethlehem Steel Corporation
- BSLU - Blue Star Line, Ltd.
- BSMX - Bay State Milling Company
- BSOR - Buffalo Southern Railroad
- BSPX - Otter Tail Power Company
- BSRX - Branson Scenic Railway
- BSTX - Trinitas Corporation
- BSVY - Boone and Scenic Valley Railroad
- BTAX - Big Three Lincoln-Alaska, Inc.; Air Liquide America Corporation
- BTC  - Birmingham Terminal
- BTCO - Boston Terminal Company
- BTCU - Bulkmatic Transport Company
- BTCZ - Bulkmatic Transport Company
- BTEX - BTE Equipment
- BTLZ - Intermodal Services, Inc.
- BTRX - Rocky Mountain Transportation Services
- BTTX - Trailer Train Company; TTX Corporation
- BUDX - Budd Company
- BUDZ - Bud Antle, Inc.
- BUGX - Bruggere and Monson
- BUKX - Louisville Gas and Electric Company
- BUNX - The Buncher Company
- BUNZ - Burnside International Trucks, Ltd.
- BVCX - West Coast Express
- BVHX - BV Heddrick Gravel and Sand Company
- BVRY - Brandywine Valley Railroad
- BVS  - Beveir and Southern Railroad
- BWC  - Berwind Corporation; Pennsylvania Railroad; Penn Central; Conrail
- BWCX - Borg-Warner Chemicals; GE Plastics
- BXBX - BXB Corporation
- BXN  - Bauxite and Northern Railway
- BYCX - Battle Ground Yacolt and Chelatchie Prairie Railroad